# Marsouin
Il Marsouin è stato un sommergibile appartenente alla Marine nationale, terza unità della classe Requin.

## Servizio operativo
Il Marsouin fu ordinato nel 1922, fu varato nell'arsenale di Brest il 27 dicembre 1924. 
Nel periodo 1938 - 1940 fu al comando del CC Jean Émile Louis Alexandre LORTHIOIR, comandante della 11ª divisione sommergibili con sede a Biserta, insieme ai gemelli Requin e Narval. 
In seguito all'autoaffondamento della flotta francese a Tolone nel 1942, venne catturato dagli Alleati, e nel 1944 fu posto in disarmo ad Orano. Nel 1946, nonostante fosse l'unico sopravvissuto della classe, venne considerato obsoleto, fu radiato il 28 febbraio 1946 e quindi demolito.